# تكارت (تمكرت)
تكارت هي إحدى مشيخات المملكة المغربية، تتبع جغرافيا لإقليم الحوز وإداريًا لتمكرت. يقدر عدد سكانها بـ 3234 نسمة حسب الإحصاء الرسمي للسكان والسكنى لسنة 2004.